# Мурашковский, Владимир Григорьевич
Мурашковский, Владимир Григорьевич (30 июля 1933, Харьков — 7 февраля 2006, Чебоксары) — советский поэт, редактор, прозаик, переводчик, член Союза писателей СССР.

## Биография
Окончил Чебоксарский электромеханический техникум и Всесоюзный государственный институт кинематографии (1969). Работал техником-конструктором на Чебоксарском электроаппаратном заводе, редактором Чувашского книжного издательства, журналистом в газетах «Молодой коммунист», «Советская Чувашия», редактором газеты «День».
Автор стихотворного сборника «Стриж» (1969), исторических повестей и романов «Кремень и кресало» (1979), «Звезда Лувияарь» (1990), «Любовь царя Давида» (произведение опубликовано в 2016 г. в чувашском журнале «ЛИК») и других. Жил и работал в г. Чебоксары Чувашской Республики.